# LexxPluss
株式会社LexxPluss(英：LexxPluss Inc.)は、神奈川県川崎市に本社を置く日本の輸送用機器メーカー。自律走行ロボット(AMR)のHybrid-AMRをはじめ、物流倉庫や製造工場向けの製品を開発・販売している。

## 概要
「持続可能な産業と持続可能な生活を」をミッションとして掲げ、現在は生活に関わるインフラ産業である物流業や製造業に従事する労働者の負担を軽減や安全性の向上を目的とした製品を開発している。
同社が開発したロボットのハードウェア情報を無償で公開するなど、オープンソースのビジネスモデルが特徴。

## 沿革
- 2020年3月 - 設立[3]
- 2020年9月 - 佐川急便株式会社主催の『2020 SAGAWA ACCELERATOR PROGRAM』へエントリー[4]
- 2021年3月 - インキュベイトファンド、SOSV(英語版)などから資金調達を実施[3]
- 2021年5月 - HAX Accelerator(英語版)主催のハードウェアスタートアップ支援プログラム「HAX Shenzhen」に採択される[3]
- 2021年11月 - Logistics Innovation Fund、インキュベイトファンドなどから資金調達を実施[3]
- 2022年5月 - ハードウェア情報をパートナー企業へ無償公開する「Open Source Industrial Robotics」プログラムを開始[3][5]
- 2022年5月 - 自動搬送ロボット「Hybrid-AMR」発売[3]